# جون ألدن كاربنتر
جون ألدن كاربنتر (بالإنجليزية: John Alden Carpenter)‏ هو ملحن أمريكي، ولد في 28 فبراير 1876 في بارك ريدج في الولايات المتحدة، وتوفي في 26 أبريل 1951 في شيكاغو في الولايات المتحدة.

## وصلات خارجية
- جون ألدن كاربنتر على موقع الموسوعة البريطانية (الإنجليزية)
- جون ألدن كاربنتر على موقع ميوزك برينز (الإنجليزية)
- جون ألدن كاربنتر على موقع أول ميوزيك (الإنجليزية)
- جون ألدن كاربنتر على موقع ديسكوغز (الإنجليزية)